# Новакова, Оксана Владимировна
Оксана Владимировна Новакова (20 января 1939, Москва — 22 июля 2023, там же) — советский и российский востоковед-историк, исследователь истории Вьетнама. Заслуженный преподаватель Московского университета (2012). 
27 февраля 2024 года награждена Медалью Дружбы (Вьетнам) посмертно. 

## Краткая биография
В 1962 году окончила Институт восточных языков при МГУ им. М. В. Ломоносова (ИВЯ при МГУ). С 1965 года — преподаватель ИВЯ при МГУ (с 1972 года — ИСАА при МГУ им. М. В. Ломоносова). В 1967 году защитила под руководством академика А. А. Губера диссертацию на соискание учёного звания кандидата исторических наук ("Колониальная политика Франции и национальное движение во Вьетнаме в 1917—1929 гг.). С 1986 г. — доцент кафедры истории стран Дальнего Востока и Юго-Восточной Азии при МГУ им. М. В. Ломоносова.

## Научная деятельность
В сфере научных интересов социально-экономические процессы и католицизм во Вьетнаме. В 1996 г. выступила инициатором создания семинара по исследованию современных проблем стран Юго-Восточной Азии и Азиатско-Тихоокеанского региона, преобразованного в 2004 г. в Центр современных исследований по Юго-Восточной Азии и Азиатско-Тихоокеанскому региону. Является руководителем центра и ряда его издательских проектов, осуществлённых при содействии Фонда первого Президента России Б. Н. Ельцина (пять выпусков сборника «Тихоокеанское обозрение» и пять тематических сборников). Опубликовала более 120 научных работ, включая 8 монографий и учебников. Неоднократно выступала со своими исследовательскими работами на российских и международных форумах (в том числе и во Вьетнаме). Заслуженный преподаватель Московского университета (2012), член Центрального Правления Общества российско-вьетнамской дружбы.

### Критика. Оценка творчества
В монографии (Крест и Дракон) исследуется малоизученная, но сложная и актуальная проблема: история распространения христианства (католицизма) в странах Дальнего Востока и ЮВА, во Вьетнаме, прежде всего, а также в Китае, Японии и Сиаме в начальный период нового времени — XVI—XVII вв. На большом источниковедческом материале, большей частью впервые введенном в научный оборот, автор исследует методы распространения христианства, примененные миссионерами-иезуитами в Китае, Японии и Вьетнаме, и их отличия, а также результаты в восприятии новой религии. — Центр АСЕАН при МГИМО (У) МИД России

### Основные научные публикации

#### Книги
- Новакова О. В. Вьетнам. Справочник. М.: Академиздатцентр «Наука», 1969, 300 с.
- Новакова О. В. История Вьетнама в новейшее время. 1917—1965. Под редакцией С. А. Мхитаряна. М.: Академиздатцентр «Наука», 1980, 300 с. (в соавторстве).
- Новакова О. В. Новая история Вьетнама. Под редакцией С. А. Мхитаряна. М.: Академиздатцентр «Наука», 1980, 500 с. (в соавторстве).
- Новакова О. В. История Вьетнама. Часть 2. Учебник для вузов по направлению и специализации. «История» . М.: Издательство МГУ, 1995, 240 с. (в соавторстве).
- Новакова О. В. Крест и Дракон. У истоков вьетнамской католической церкви (XVI—XVII века). М.: ИД «Ключ», ИСАА МГУ, 2012, 342 с.
- Новакова О. В. Полная академическая история Вьетнама. Том IV: Новейшее время. Часть 1 (1897—1975) .Москва: Авторская книга, РАН, 2014, 846 с. (в соавторстве).
- Новакова О. В. Полная академическая история Вьетнама. Том III. Позднее средневековье и новое время (1600—1897 гг.). Москва: Авторская книга, РАН, 2014, 712 с. (в соавторстве).
- Новакова О. В. Современный Вьетнам. Справочник. Ответственный редактор. Е. В. Кобелев. Москва: ИД «Форум» , 2015, 368 с. (в соавторстве).
- Новакова О. В. Первые христианские общины во Вьетнаме (XVII в.). — «Восток», № 6, 2011, с. 12-22.
- Новакова О. В. (отв. редактор). Христианство в Южной и Восточной Азии: история и современность. М.: Издательство «Ключ», 2016.

#### Статьи в книгах
- Власть и знание: деревня Ханьтхиен — «литературная земля» Северного Вьетнама. — Власть и общество в странах Юго-Восточной Азии. История и современность. М.: Тезаурус, 2015, с. 361—386.
- Независимый Вьетнам: демократизация-versus-традиционность: 1945—1946 г. — начало XXI в. — Вьетнамские исследования. Выпуск 5. Национальные интересы и традиции Вьетнама. Том 5.. М: ИДВ РАН, 2015 с. 240—261.
- Фатзием — католическая столица Северного Вьетнама. — Губеровские чтения. Выпуск 3. Страны Юго-Восточной Азии и Запад: многообразие форм взаимодействия. История и Современность. Редакторы Липилина И. Н., Новакова О. В.. М.: ИСАА МГУ, 2013, с. 136—152.
- Вьетнам в XXI в.: историческая парадигма — возвращение к национальным традициям (к вопросу о поиске национальной идентичности). — Вьетнамские исследования, выпуск 2. М.: . ИДВ РАН, 2012, с. 112—129.
- Вьетнамская «старая» и «новая» элита в колониальный период: суть конфликта (первая половина XX в. — Элиты стран Востока,. М.: ИСАА МГУ им. Ломоносова,, 2011, с. 256—272.
- Вьетнамская католическая церковь и государственная власть в СРВ. — Межэтнические и межконфессиональные отношения в Юго-Восточной Азии, серия Губеровские чтения. Выпуск 2. Редакторы Бектимирова Н. Н., Липилина И. Н. М.: Ключ-С 2, 2011, с. 203—233.
- Вьетнамская монархия и власть французского протектората: сотрудничество или противостояние? — Вьетнамские исследования, выпуск .М.: ИДВ РАН, 2011, с. 230—258.
- Традиционные ценности стран ареала влияния китайской культуры как фактор их ускоренного развития. — Владивосток 2012: АТЭС и новые возможности России. Редактор Новакова О. В. М.: ИСАА МГУ, 2011, с. 138—164.
- Вьетнам: поиск культурной идентичности в новых политических реалиях. — Юго-Восточная Азия: историческая память, этнокультурная идентичность и политическая реальность. Серия Губеровские чтения,. Редактор Липилина И. Н. М.: Ключ-С, 2009, с. 258—275.
- The Question of the Role of Christian Communities in Building the Catholic Church in Vietnam, XVI—XVII cc. — Vietnam: Integration and Development, Hanoi: 2008.
- Вьетнамское общество: путь к единству. — Война и общество в XX веке. Серия Война и общество в период локальных войн и конфликтов второй половины XX века. Книга 3. М.: Наука, 2008 , с. 314—349. (в соавторстве)
- Вьетнам. Исторический очерк (период 1858—2000). — Большая Российская Энциклопедия. том 5. М.: «Большая Российская Энциклопедия», 2007.
- Христианство и конфуцианский мир, XVI—XVII вв.(на примере Китая, Японии и Вьетнама). — Три четверти века. Д. В. Деопику — друзья и ученики. М.: «Памятники исторической мысли» 2007 с. 218—232.
- Вьетнам. Новая и новейшая история. Исторический очерк. — Большая Российская Энциклопедия, том 6. М.: .: «Большая Российская Энциклопедия», 2006, с. 173—177. (в соавторстве)
- Воспоминания о моем научном руководителе А. А. Губере. — Академик А. А. Губер. Историк и личность. М.: Муравей., 2004, с. 176—179.
- Начальный этап распространения христианства во Вьетнаме (16-17 вв.) (на французском языке). — Сборник докладов Международной научной конференции «Изучение Вьетнама». Ханой, 2004.
- Вьетнам в составе АСЕАН: исторические традиции и новые реалии на рубеже веков. — АСЕАН и ведущие страны АТР: проблемы и перспективы. Редактор Новакова О. В. М: Гуманитарий, 2002, с. 103—126.
- Вьетнам: возвращение в Юго-Восточную Азию (процессы глобализации, регионализации и вьетнамская традиционная культура). — Modern Vietnam: transitional identities. Санкт-Петербург: Фонд Восточных культур, 2002,, с. 182—190.
- Религиозная жизнь вьетнамского общества и католическая церковь Вьетнама в XXI веке. (Проблемы интеграции и адаптации) — Индокитай на рубеже веков. Редактор Бектимирова Н. Н. М.:Гуманитарий, 2001, с. 138—154.
- Вьетнам. — Энциклопедия для юношества, серия Страны и народы мира. М.: Педагогика-Пресс, 2000.
- Вьетнам: в поисках путей обновления. Идеология, политика, религия — Индокитай: 90-е годы. Редактор Бектимирова Н. Н. М.: Гуманитарий, 1999, с. 64-73.
- Положение вьетнамской католической церкви и католиков во Вьетнаме в период независимости (1945—1994 гг.). — Традиционный Вьетнам. М., 1996.
- Вьетнамская революция 1945 г. — Энциклопедический словарь юного историка,. М,: Педагогика-Пресс,1993.
- Вьетнам: вторая половина XIX века — 1917. — История стран Азии и Африки в новое время. М,: Издательство Московского университета,, 1991, с. 113—132.
- Интеллигенция Вьетнама: традиционные и современные модели поведения. — Второй советско-французский симпозиум «Место прошлого в интерпретации настоящего Юго-Восточной Азии». М. 1991.
- Идеология национально-освободительного движения во Вьетнаме. — Идеология национально-освободительного движения в странах зарубежного Востока. 1917—1947. М.:Академиздатцентр «Наука», 1984, с. 271—292.
- Развитие кооперативного строя в северовьетнамской деревне. — Социальные аспекты антивоенного движения. М.:Академия Наук СССР,, 1984, с. 5-17.
- Экономическая география Вьетнама. — Экономическая география стран Юго-Восточной Азии, М.: МГУ, 1983, с. 4-27. (в соавторстве).
- Крестьянство в современном Вьетнаме и некоторые проблемы кооперирования. — Социальные проблемы строительства социализма во Вьетнаме на современном этапе. М.: ИМРД АН СССР, 1982 (в соавторстве)
- Вьетнам. История. — Августовская революция 1945 г., политические партии СРВ, Компартия Вьетнама, Вьетнамское информ. агентство (ВИА). — Украинская советская энциклопедия. Киев, 1978.
- Колониальный захват Вьетнама Францией. — Историография стран Востока (проблемы нового времени). М.: Издательство МГУ, 1978.
- Город Хюэ. Исторический очерк. — Большая советская энциклопедия, М.: Большая советская энциклопедия, 1977.
- Система образования в колониальном Вьетнаме. — Страны Дальнего Востока и Юго-Восточной Азии. Проблемы истории и экономики. М.: Академиздатцентр «Наука», 1969.
- Основные буржуазные течения во Вьетнаме в 1920-х годах и политика Франции. — Страны Дальнего Востока и Юго-Восточной Азии. История и экономика. М.: Академиздатцентр «Наука», 1967.
- Правовые институты Вьетнама после Первой мировой войны. — Страны Дальнего Востока и Юго-Восточной Азии. История и экономика. М.: Академиздатцентр «Наука», 1967.

#### Статьи в журналах
- Александр де Род: у истоков вьетнамской католической церкви. — Юго-Восточная Азия: актуальные проблемы развития, № 27, 2015, с. 168—192.
- Город Фусуан — Хюэ: сакральная столица Нгуенов. XVII—XIX вв. — Вестник Московского университета. Серия 13. Востоковедение, № 2, 2015, с. 38-50,
- Вьетнам «у себя дома» и в АТР (сквозь историческую призму). — Юго-Восточная Азия: актуальные проблемы развития, № 23, 2014, с. 60-88.
- Первые вьетнамские священники в Тонкине и в Кохинхине (1660 г.- конец XVII в.). — Юго-Восточная Азия: актуальные проблемы развития, № 24, 2014, с. 152—181.
- Город Макао как торговый и религиозный центр Португалии на Дальнем Востоке в XVI—XVII веках. — Вестник Московского университета. Серия 13. Востоковедение, № 2, 2012, с. 30-54.
- Первые христианские общины во Вьетнаме (XVII в.). — Восток. Афро-азиатские общества: история и современность. № 6, 2011, с. 12-22.
- Проблемы колониализма в свете контактов двух цивилизаций: западноевропейской и восточноазиатской. — Юго-Восточная Азия: актуальные проблемы развития, № 16, 2011, с. 65-95.
- Новые тенденции в религиозной ситуации во Вьетнаме в период политики обновления — 90-е годы XX в. — Восток. Афро-азиатские общества: история и современность, 1999, № 5.
- Политика обновления в странах Индокитая: Вьетнам, Лаос, Камбоджа (вторая половина 80-х — начало 90-х годов XX в.) — Вестник Московского университета. Серия 13. Востоковедение, 1992, № 2 (в соавторстве).
- Политика обновления в странах Индокитая: Вьетнам, Лаос, Камбоджа (80-90-е гг.) — Вестник Московского университета. Серия 13. Востоковедение, 1991, № 22 (в соавторстве).
- Советская вьетнамистика. История и культура Вьетнама. — Бюллетень АПН, 1985.
- История и культура стран Юго-Восточной Азии: как их изучают советские обществоведы. — Советская панорама. Вестник. АПН, 1984.
- Социально-экономические преобразования на Юге Вьетнама после освобождения. — Вестник Московского университета. Серия 13. Востоковедение, № 3, 1977 (в соавторстве).
- Социально-экономические причины оппозиционных движений в городах Южного Вьетнама (1969—1970 и 1974 гг.). — Вестник Московского университета. Серия 13. Востоковедение, № 2, 1975 (в соавторстве).
- В. И. Ленин и некоторые вопросы национально-освободительного движения во Вьетнаме. — Вестник Московского университета. Серия 13. Востоковедение, № 2, 1970.

## Награды
- Медаль Дружбы (Социалистическая Республика Вьетнам; 27 февраля 2024 года; посмертно) — «за большой вклад в укреплении солидарности, дружбы и сотрудничества между Вьетнамом и Россией».
- Заслуженный преподаватель Московского университета (2012)